# Lestica
Lestica Billberg, 1820 — род песочных ос из подсемейства Crabroninae (триба Crabronini). Более 40 видов.

## Распространение
Голарктика. В Европе около 4 видов. Для СССР указывалось около 10 видов.
В Палеарктике 12 видов, в России 9 видов.

## Описание
Размер варьирует (6-18 мм). Тело чёрное с вывраженным светлым рисунком. Пунктировка тела очень грубая, ямковидная. Гнездятся в земле или в древесине, ловят гусениц.

## Систематика
Более 40 видов (триба Crabronini).
- Lestica alata (Panzer, 1797)
- Lestica breviantennata Yue & Li, 2022[6]
- Lestica clypeata (Linnaeus, 1767)
- Lestica pluschtschevskyi (F. Morawitz, 1891)
- Lestica relicta Leclercq, 1951
- Lestica robustispinosa Yue & Ma, 2022
- Lestica subterranea (Fabricius, 1775)
- Другие виды